# 1172년

## 연호
- 남송(南宋) 건도(乾道) 8년
- 금(金) 대정(大定) 12년
- 일본(日本) 조안(承安) 2년
- 서하(西夏) 건우(乾祐) 3년
- 리 왕조(李朝) 찐롱바오응(正隆寶應) 10년

## 기년
- 남송(南宋) 효종(孝宗) 10년
- 금(金) 세종(世宗) 12년
- 고려(高麗) 명종(明宗) 2년
- 서하(西夏) 인종(仁宗) 33년
- 리 왕조(李朝) 영종(英宗) 35년

## 사망
- 고려(高麗)의 무신(武臣) 채원(蔡元)